# Trattato di Schönbrunn (1805)
Il trattato di Schönbrunn del 1805 fu stipulato il 15 dicembre 1805 tra il Primo Impero francese e il Regno di Prussia nel Castello di Schönbrunn (Vienna).
A seguito della vittoria di Napoleone Bonaparte nella battaglia di Austerlitz, alla fine della guerra della terza coalizione, il rappresentante prussiano Christian von Haugwitz dovette sottoscrivere questo trattato, che per altro non venne ratificato dal re Federico Guglielmo III.
Secondo il testo del trattato il ducato di Berg, che con l'ingresso nella Confederazione del Reno pochi mesi dopo avrebbe dovuto essere elevato a Granducato, ricevette il territorio prussiano sulla riva destra del Reno del Ducato di Kleve, mentre la Francia riceveva la svizzera Neuchâtel e il Principato di Ansbach fu promesso alla Baviera. La Prussia ottenne un diritto sull'Elettorato di Hannover, che apparteneva all'unione personale con la Gran Bretagna.
La Prussia scivolò così con questo trattato nel sistema di alleanze napoleoniche.
Il trattato rappresentò solo una soluzione temporanea, già quello di Parigi del 1806 condusse ad uno spostamento di forze a favore della Francia.